# Dukszty (okręg uciański)
Dukszty (lit. Dūkštas) – miasto na Litwie, położone w okręgu uciańskim, 27 km od Ignalina w rejonie ignalińskim, na północnej Wileńszczyźnie.

## Historia
.

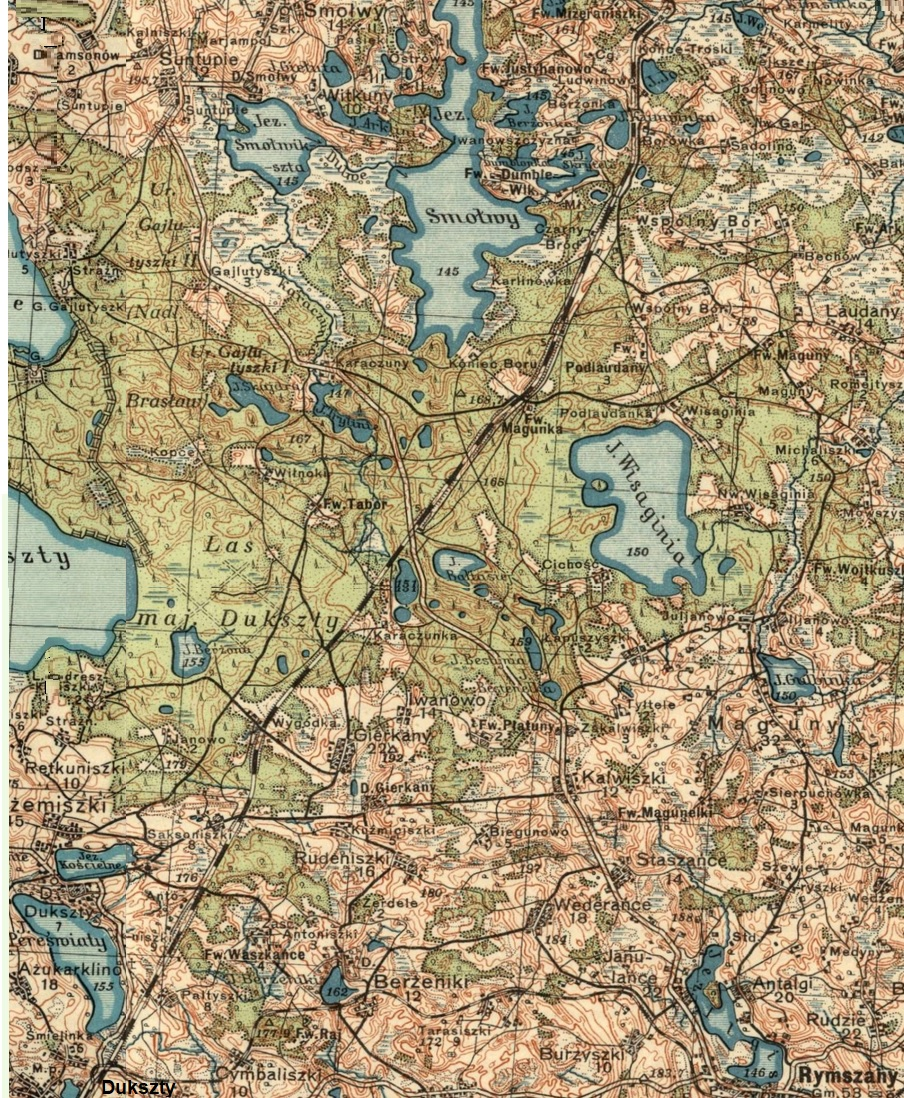
Fragment mapy sprzed 1939: góra mapy Smołwy, dół Dukszty (lewo), Rymszany (prawo)

Osada powstała w drugiej połowie XIX wieku, w związku z budową Kolei Warszawsko-Petersburskiej. Podobnie jak miejscowa stacja kolejowa, wzięła ona nazwę od położonego nieco na północ majątku Dukszty, który odtąd zaczęto dla odróżnienia nazywać Starymi Duksztami.
W dwudziestoleciu międzywojennym miasteczko leżało w Polsce, w województwie nowogródzkim (od 1926 w województwie wileńskim), w powiecie brasławskim (od 1926 w powiecie święciańskim). Miejscowość stanowiła siedzibę wiejskiej gminy Dukszty.
Według Powszechnego Spisu Ludności z 1921 roku miasteczko zamieszkiwało 1.076 osób, 503 były wyznania rzymskokatolickiego, 20 prawosławnego, 1 ewangelickiego, 130 staroobrzędowego, 416 mojżeszowego a 6 mahometańskiego. Jednocześnie 980 mieszkańców zadeklarowało polską przynależność narodową, 1 białoruską, 7 żydowską a 88 litewską. Były tu 142 budynki mieszkalne. Miejscowość należała do parafii rzymskokatolickiej w Duksztach i prawosławnej w Dryświatach. Podlegała pod Sąd Grodzki w Święcianach i Okręgowy w Wilnie; mieścił się tu urząd pocztowy który obsługiwał teren gminy.
W 1931 miasteczko i folwark zamieszkiwało 1.689 osób w 264 budynkach.
Podczas okupacji hitlerowskiej, w sierpniu 1941 roku Niemcy utworzyli getto dla żydowskich mieszkańców. Przebywało w nim około 650 osób. 22 września 1941 roku Niemcy zlikwidowali getto, a Żydów zamordowano na w lesie Deguciai. Sprawcami zbrodni byli Niemcy oraz litewskie służby bezpieczeństwa.
Po II wojnie światowej i utracie miasta przez Polskę, do 1 listopada 1946 z rejonu duksztańskiego w obecne granice Polski wysiedlono ok. 5,5 tys. Polaków, natomiast ok. 8,1 tys. zarejestrowanych do przesiedlenia Polaków pozostało w rejonie. Według danych litewskich w 2011 Polacy stanowili 11,37% mieszkańców miasta.

## Zabytki
- Cmentarz żołnierzy polskich poległych w wojnie polsko-bolszewickiej
- Kościół św. Stanisława Kostki, wzniesiony w l. 1934–1936
- Cerkiew św. Trójcy

## Urodzeni w Duksztach
- Zygmunt Siedlecki

## Galeria

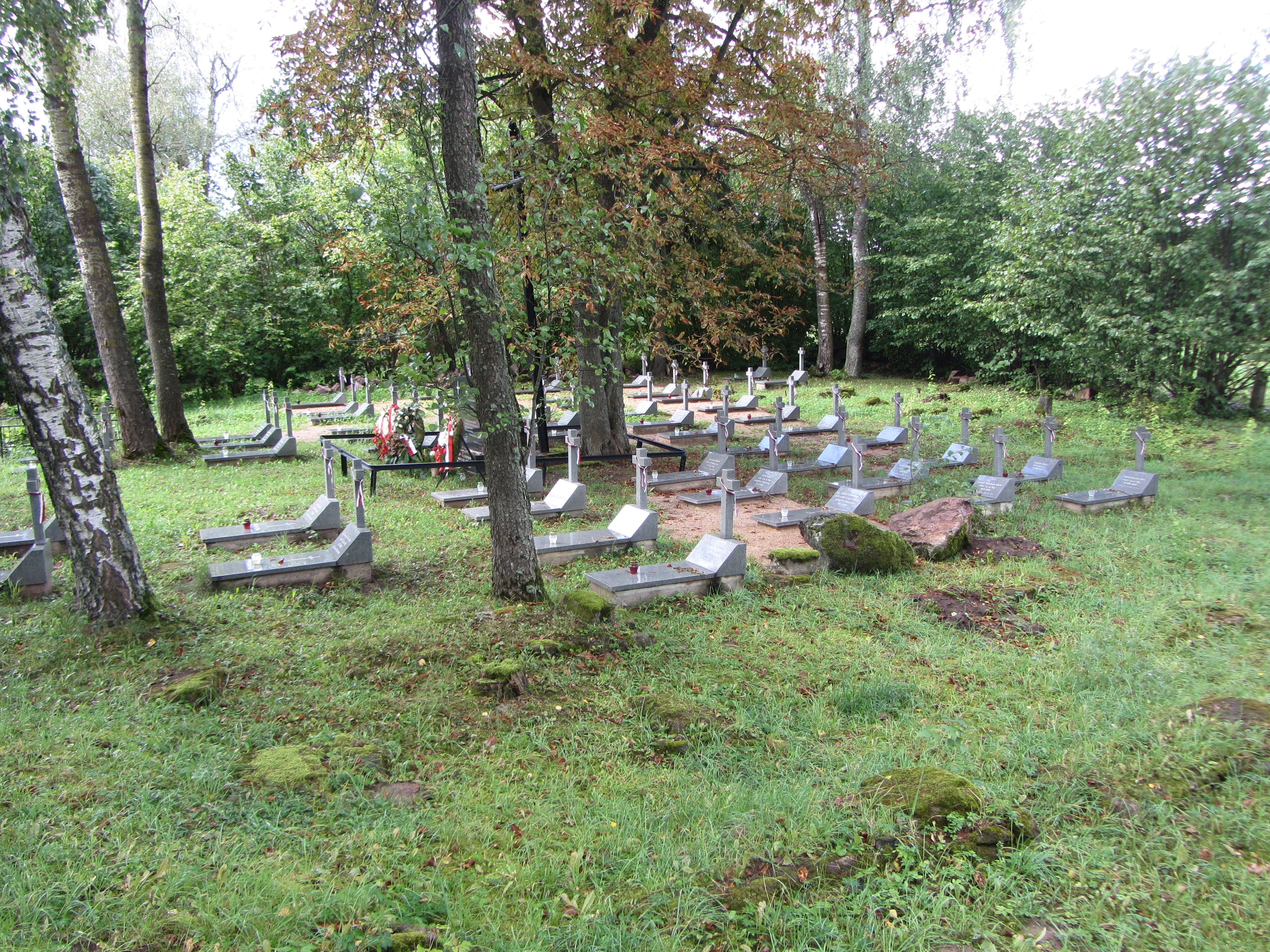
Cmentarz żołnierzy polskich
Kościół św. Stanisława Kostki
Dworzec kolejowy
Stara kamieniczka
Ulica w mieście
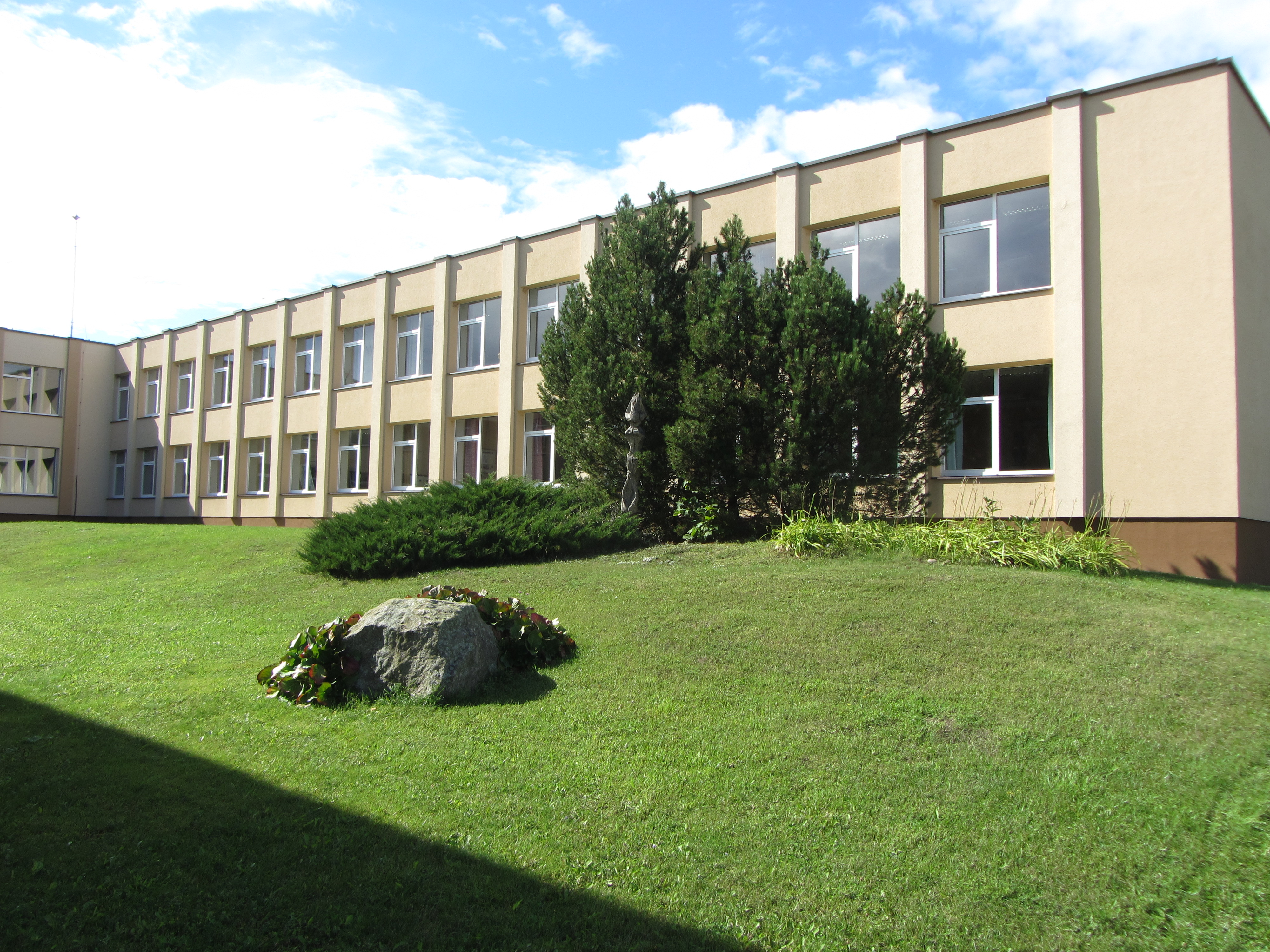
Szkoła